# Bujurquina cordemadi
Bujurquina cordemadi är en fiskart som beskrevs av Kullander, 1986. Bujurquina cordemadi ingår i släktet Bujurquina och familjen Cichlidae. Inga underarter finns listade.